# Gianmarco Tamberi
Gianmarco Tamberi (født 1. juni 1992) er en italiensk atlet, der konkurrerer i højdespring. 
Tamberi repræsenterede sit land ved OL 2012 i London, hvor han blev elimineret i kvalifikationen.
2016 var et af hans bedste år, idet han først vandt VM indendørs og senere blev udendørs europamester. I 2019 blev han europamester indendørs, og i 2021 fik han EM-sølv indendørs.
Han var med til OL 2020 i Tokyo (afholdt i 2021), hvor han ikke var blandt de store favoritter. I finalen var niveauet meget højt, og tre springere kom over 2,37 m i første forsøg: Tamberi, Mutaz Essa Barshim fra Qatar og hviderusseren Maksim Nedasekaw. Ingen af dem nåede højere, og så blev det til bronze til Nedasekaw, der havde haft en nedrivning tidligere i finalen. Da der ikke var præcedens for at dele guldet i atletik, var der lagt op til omspringning mellem Barshim og Tamberi. De to springere, der var gode venner, spurgte, om ikke de kunne dele guldet, og en official sagde god for dette. Det var første gang, en atletikkonkurrence havde endt med, at to deltagere begge fik guld, siden OL 2012.
Gianmarco Tamberis far, Marco Tamberi, var også højdespringer og deltog i OL 1980.